# Matil'da Feliksovna Kšesinskaja
Matil'da Feliksovna Kšesinskaja (in russo Матильда Феликсовна Кшесинская?; Ligovo, 1º settembre 1872 – Parigi, 6 dicembre 1971) è stata una ballerina russa di origine polacca, figlia di una famiglia di artisti del Teatro Mariinskij.

## Biografia
Figlia del ballerino Feliks Kšesinskij (in polacco Krzesiński) e di Julija Dominskaja (in polacco Julia Dymińska), si diplomò nel 1890 con Lev Ivanov, Christian Johansson ed Ekaterina Vazem alla Scuola del Teatro Imperiale esibendosi al Teatro Mariinskij nel pas de deux del balletto La fille mal gardée, dove fu notata dalla famiglia imperiale.
Divenuta l'amante dello zarevič Nikola, si trovò spalancate le porte della carriera di prima ballerina e poi di «prima ballerina assoluta» dei Teatri imperiali, a dispetto della volontà del coreografo Marius Petipa. Questi le affidò i ruoli di Flora ne Le Réveil de Flore (1894), di Mlada nel balletto omonimo (1896), della regina Nisia in Le Roi Candaule (1897), della dea Teti in Les Aventures de Pelée (1897), di Aspicia ne La figlia del faraone (1898), di Esmeralda nel balletto omonimo (1899), di Nikija ne La Bayadère (1900) e di Colombina in Les Millions d'Arlequin (1900).
L'influenza di Matil'da Kšesinskaja era tale da costringere alle dimissioni, nel 1901, il direttore dei Teatri imperiali, il principe Volkonskij, che si era rifiutato di mettere in scena il balletto La Fille du bandit. Dopo il matrimonio di Nicola II nel 1894, lo zar, che con i fondi riservati dello Stato le aveva comprato una casa nell'Anglijskij Prospekt e colmata di regali, pur continuando a frequentarla segretamente l'«affidò» al granduca Sergej Michajlovič, presidente della Società dei Teatri imperiali.

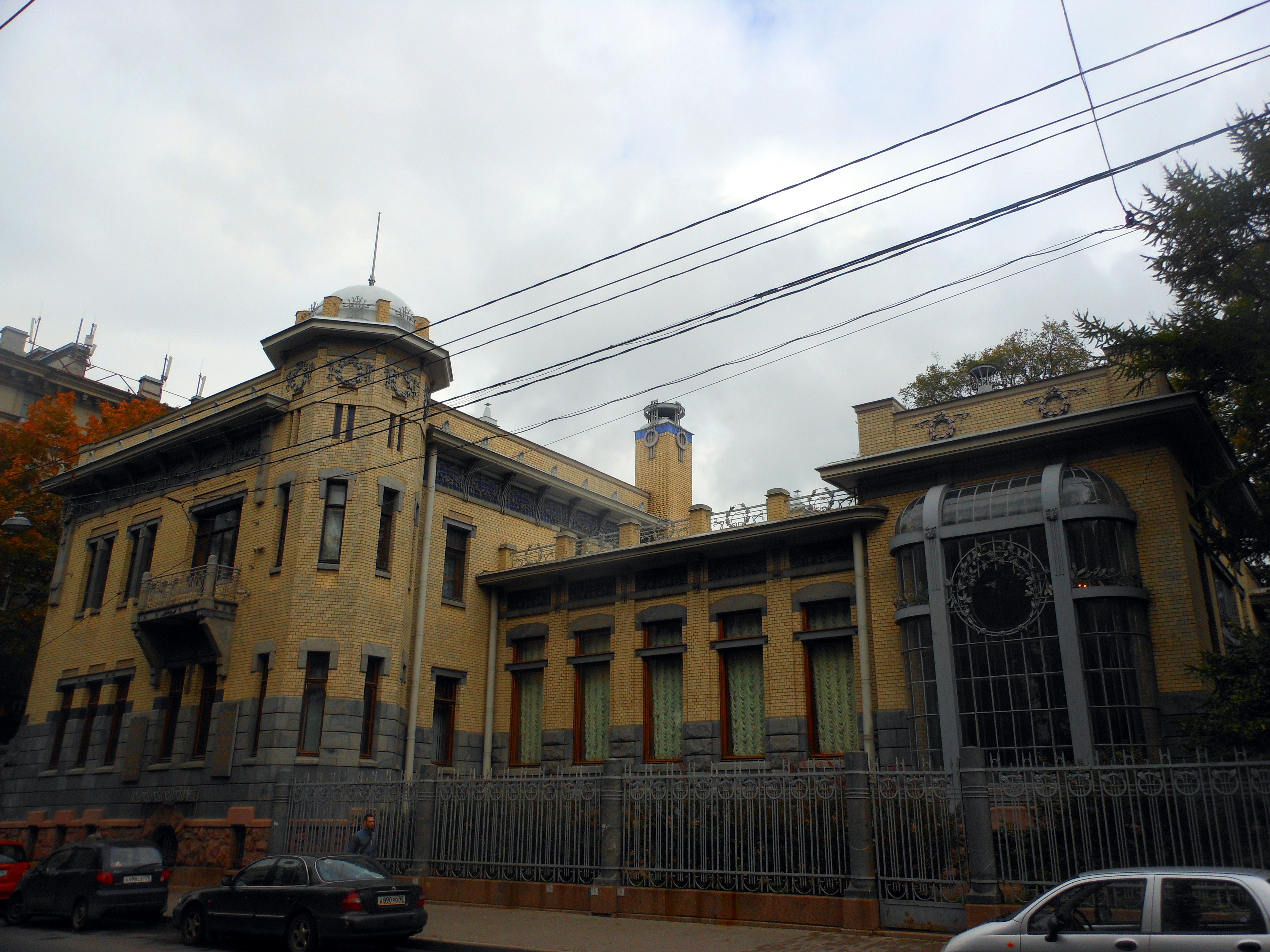
Casa Kšesinskaja a Pietroburgo

Sergej le regalò una villa con parco sul Baltico, nell'esclusiva località di Strel'na, a Peterhof, ma la Kšesinskaja intrecciò una relazione anche con un altro granduca suo cugino, Andrej Vladimirovič, finché da tale ménage à trois nacque a Strel'na, il 30 giugno 1902, il figlio Vladimir, detto «Vova» il cui padre rimane pertanto incerto. La madre lo denunciò come Vladimir Sergeevič e lo zar, con decreto segreto del 15 luglio 1911, lo fece «principe Romanovskij-Krasinskij».
Negli anni 1904-1906 Matil'da Kšesinskaja si fece costruire nel pieno centro di Pietroburgo un villino in stile Art Nouveau. Nelle prime settimane della Rivoluzione di febbraio l'edificio fu occupato, in sua assenza, dai bolscevichi che v'installarono la sede del partito e della redazione della «Pravda» e della «Soldatskaja Pravda». Qui, reduce dalla Svizzera, dal 16 aprile al 17 luglio 1917 si stabilì anche Lenin. I tentativi della Kšesinskaja di rientrarne in possesso furono vani. Il villino venne poi adibito a sede del Museo della Rivoluzione e successivamente a Museo della Storia politica russa.
Si trasferì con il figlio nella sua residenza estiva di Kislovodsk e da qui, nel 1919, a Novorossijsk, da dove con il granduca Andrej e il figlio prese il piroscafo per Venezia. Da qui raggiunsero la Francia e si stabilirono in una villa di Cap d'Ail, sulla Costa Azzurra, sperperando buona parte del loro patrimonio alla roulette del Casinò di Monte Carlo. Nel 1921 Matil'da Kšesinskaja, convertita dal cattolicesimo all'ortodossia, sposò a Cannes Andrej Romanov, che riconobbe come suo figlio Vladimir, definito dal granduca Dmitrij Romanov, loro vicino di casa, «dissoluto, viziato e impudente».
Nel 1929 vendettero la loro villa di Cap d'Ail e comprarono casa a Parigi dove Matil'da Kšesinskaja aprì una scuola di danza. Negli anni, vi ebbe allievi importanti, quali Margot Fonteyn, Alicia Markova, André Eglevskij, Tatiana Riabouchinska e Tamara Tumanova. In quegli anni Vladimir divenne membro dei «Giovani Russi», associazione monarchica di emigrati russi. Il loro nazionalismo insospettì, dopo l'invasione dell'Unione Sovietica, gli occupanti tedeschi della Francia, che lo detennero per alcuni mesi in un campo di concentramento.
Matil'da Kšesinskaja morì a Parigi, quasi centenaria, il 6 dicembre 1971.